# 田中和仁
田中和仁（たなか かずひと，1985年5月16日—）日本男子競技體操運動員，專長項目是雙槓。和歌山縣岩出市出生，胞妹田中理惠和胞弟田中佑典同為體操運動員。畢業於和歌山県立和歌山北高等学校及日本大学，現隸屬於徳洲会体操社，現任教練為立花泰則。

## 簡歷
- 2011年10月，田中代表日本出戰東京舉行的世界競技體操錦標賽，參加男子雙槓及团体賽兩個項目，奪得团体賽銀牌。
- 开始的年龄：6岁
- 从事体操运动的原因：受曾为体操选手的双亲的影响
- 家庭成员：父（章二），母，妹（田中理惠 体操选手），弟（田中佑典）
- 体操选手得意种目：双杠
- 所属：德州会体操クラブ
- 经历：和歌山オレンジ体操クラブ- 和歌山北高校－ 日本大学- 德州会体操クラブ
- 兴趣：欣赏音乐
- 初次参加的国际比赛:03年国际少年
- 国民强化指定选手番号：166
- 2010年12月12日，丰田杯体操单项赛男子双杠田中用6.4的难度得到了15.650分夺冠

## 國內大會
- 97年全日本少年B级：个人1位
- 98年全日本少年A级：个人2位
- 99年全日本少年2部：个人22位
- 01年全日本少年：个人62位
- 02年全日本少年：个人25位
- 03年高校选拔：个人16位
- 03年高中校际比赛：个人7位
- 03年全日本少年：个人2位
- 03年全日本：出场
- 04年全日本：出场
- 05年ユニバー代表决定：个人32位
- 05年全日本学生：个人15位
- 05年全日本：出场
- 06年世界选手权2次预选：个人32位
- 06年全日本学生：个人12位
- 06年全日本：个人22位
- 07年世界选手权2次预选：个人7位
- 07年NHK杯：个人6位
- 07年全日本：个人2位，双杠2位，单杠3位，鞍马6位，团体5位
- 08年北京奥林匹克选手权2次预选：个人3位
- 08年NHK杯：个人6位
- 08年全日本社会人：个人4位，团体1位，双杠1位
- 08年全日本：个人2位，双杠1位，单杠3位，团体2位
- 09年全日本（个人综合）：个人2位
- 11年第65届全日本体操锦標賽:男子全能3位

## 國際大會
- 03年国际少年：个人6位、自由操7位，吊环3位，双杠2位，单杠2位
- 03年ボローニンカップ：个人13位，单杠3位
- 07年国际大学生运动会：团体1位，单杠4位，吊环5位
- 07年好运北京：团体2位，单杠3位
- 08年卡塔尔国际：单杠4位，双杠4位
- 08年体操世界杯德国斯图加特站：单杠5位，双杠8位
- 09年体操世界杯德国科特布斯站：双杠3位，单杠7位
- 09年日本杯体操赛：男子个人全能3位
- 09年伦敦世界体操锦标赛：双杠3位，男子全能4位
- 09年丰田杯体操赛:男子双杠2位
- 10年鹿特丹世界体操锦标赛:团體2位
- 10年丰田杯体操賽:單項賽雙槓1位
- 11年世界體操錦標賽:團體2位
- 12年倫敦奧運：吊環資格賽11位，雙槓4位，團體2位，男子個人全能6位